# Geogarypus nigrimanus
Geogarypus nigrimanus is een bastaardschorpioenensoort uit de familie van de Garypidae. De wetenschappelijke naam van de soort is voor het eerst geldig gepubliceerd in 1879 door Simon.